# Baie de la Princesse Charlotte
La baie de la Princesse-Charlotte (anglais : Princess Charlotte Bay) est une large baie sur la côte de l’extrême nord du Queensland en Australie à la base de la péninsule du cap York, à 350 km au nord-nord-ouest de Cairns. Elle est nommée en honneur de Charlotte de Galles par un lieutenant de la Royal Navy en 1815.
La baie de la Princesse-Charlotte fait partie du parc marin de la Grande Barrière, et est un habitat pour le dugong. Les rivières rivière Normanby, Bizant, North Kennedy et Morehead se jettent dans la baie.
À l'arrière de la baie se situe le parc national de Lakefield.

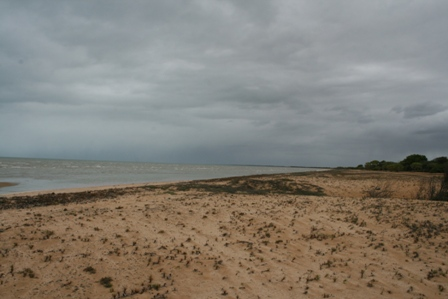
Baie de la Princesse Charlotte